# Georg Falck
Georg Falck (* 10. August 1878 in Landeck, Westpreußen; † 22. Mai 1947 in New York) war ein deutscher Architekt und Bauunternehmer jüdischen Glaubens.

## Leben
Georg Falck wurde als Sohn eines wohlhabenden Färbers geboren. Nach der Ausbildung in Berlin und Tätigkeit in verschiedenen Architekturbüros machte er sich im Jahre 1907 in Köln selbständig.
Später wurde er dort Hausarchitekt des Warenhaus-Unternehmens Leonhard Tietz AG. In dieser Eigenschaft entwarf er mindestens zwanzig Warenhaus- bzw. Kaufhausbauten; auch erfuhren nahezu sämtliche Filialen durch ihn Umbauten, die z. T. durch seine Baufirma, die Rheinische Bauunternehmung, ausgeführt wurden.
Georg Falck war ein vielseitiger Architekt und Kaufmann, der zahlreiche seiner Geschäftshäuser, Siedlungen, Mehrfamilienhäuser und Villenbebauungen durch eigene Gesellschaften bauen und vermarkten ließ. Sein insgesamt über 200 Bauten und Planungen umfassendes Werk setzt auch heute noch, besonders in seinem Wohnort Köln, stadtteilprägende Akzente.
Nach der Machtübernahme durch die Nationalsozialisten 1933 gehörte Falck auf Grund seiner Verbundenheit mit dem Warenhauskonzern Tietz, der zu Beginn des „Dritten Reiches“ im Rahmen der Arisierung in Westdeutsche Kaufhof AG umbenannt wurde, zu den ersten Kölnern, die in die Emigration gezwungen wurden. Er ging mit seiner Familie in die Niederlande, lebte zeitweise aber auch in Frankreich und Belgien. Die beabsichtigte Auswanderung in die USA wurde durch den Verlust der Ausreisepapiere bei der Bombardierung Rotterdams zunichtegemacht. Es folgten Jahre der Angst in Amsterdamer Verstecken. Den Weg in die USA trat die Familie erst zwei Jahre nach Kriegsende an. Wenige Wochen nach der Ankunft verstarb der geschwächte Falck in einem New Yorker Krankenhaus.
In Köln (Porz) wurde der Georg-Falck-Weg nach ihm benannt.

## Bauten und Entwürfe (unvollständig)

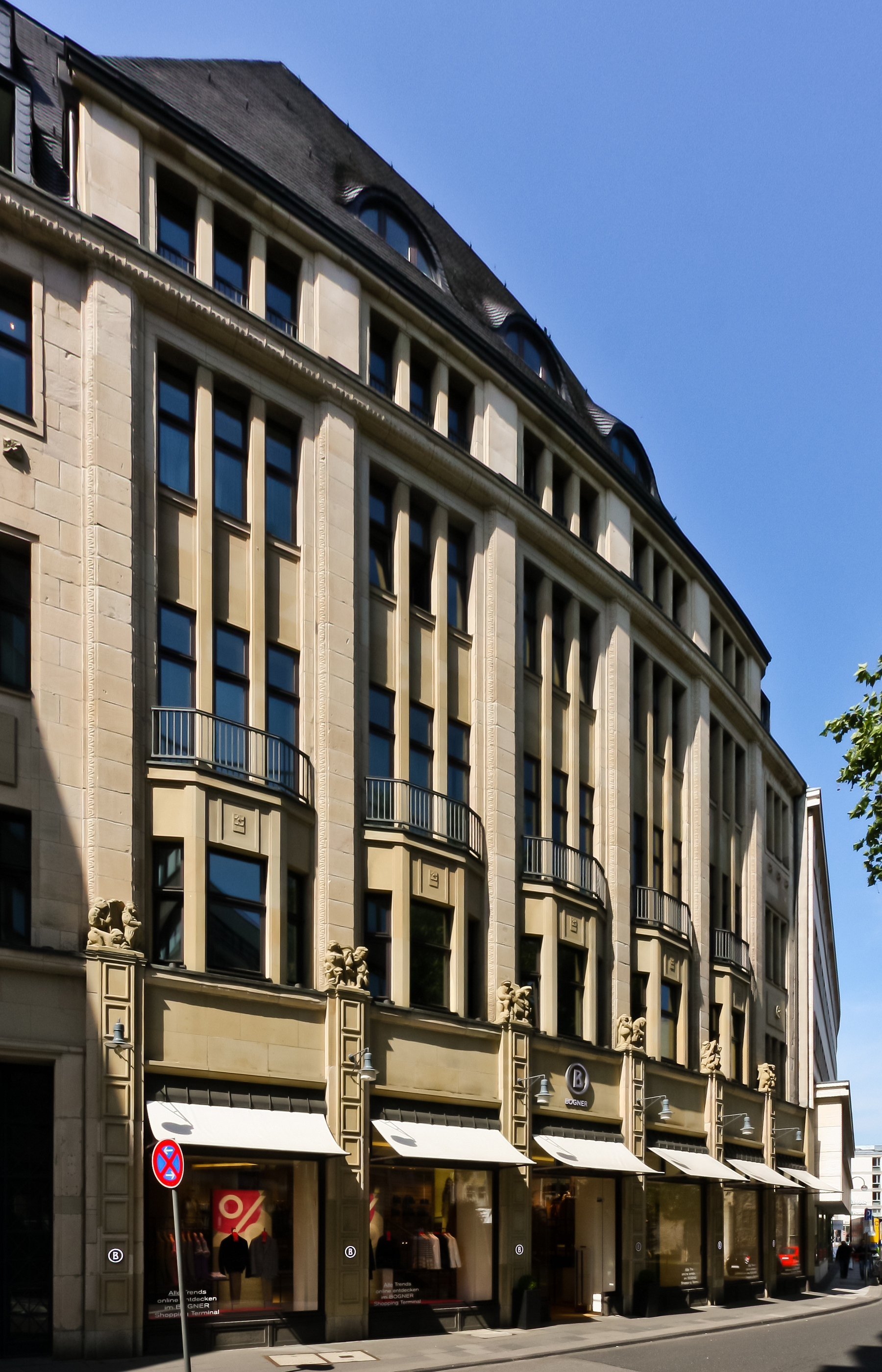
Büro- und Geschäftshaus, Brückenstraße 17, Köln

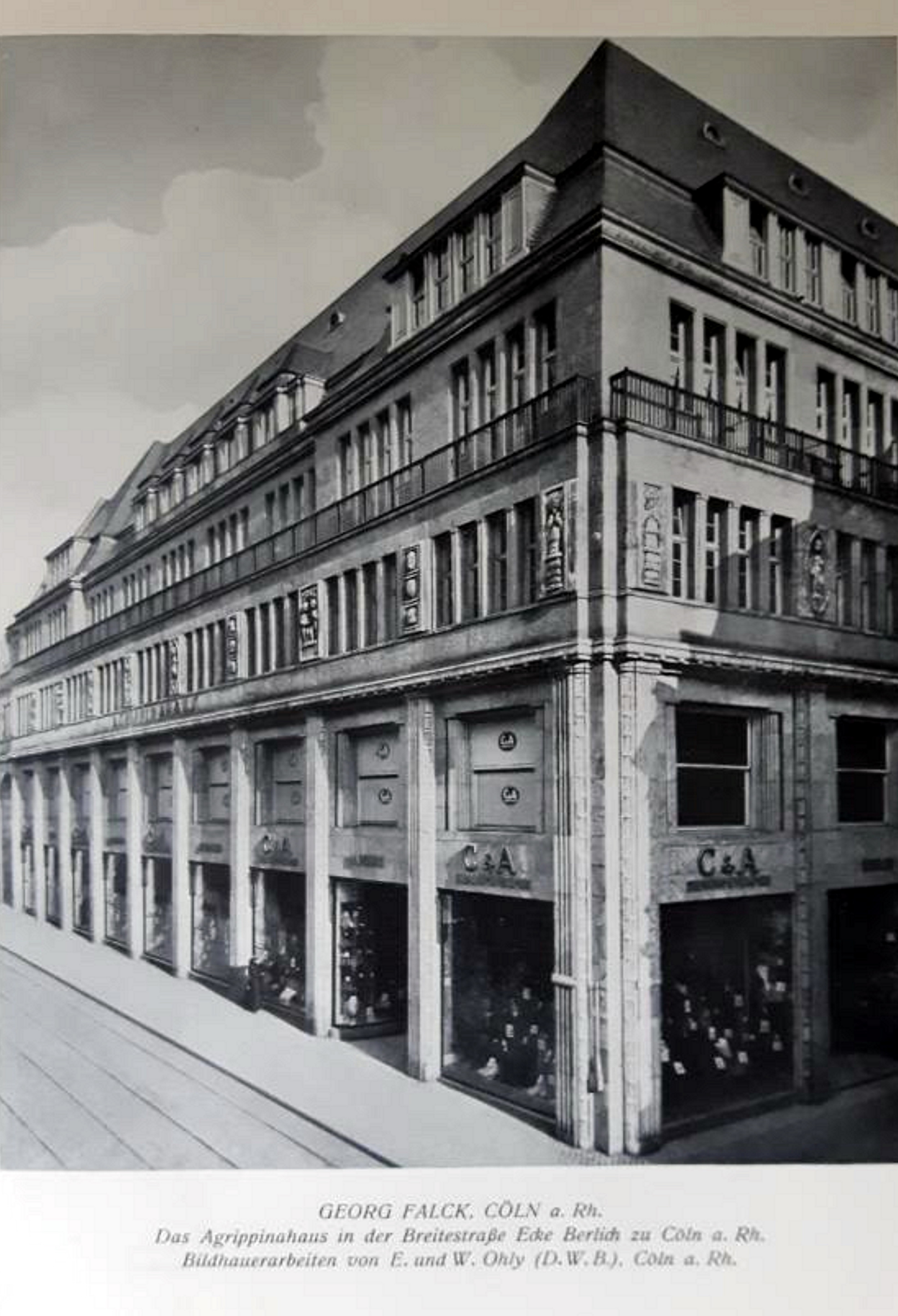
Agrippina Haus, Breite Straße, Ecke Berlich, Köln

- 1909–1910: jüdisches Waisenhaus „Abraham-Frank-Haus“ in Köln-Braunsfeld, Aachener Straße 443 (nach Kriegsschäden stark verändert)
- vor 1914: Agrippinahaus, Breite Straße in Köln[2]
- vor 1914: Gruppe von Reihen-Wohnhäusern an der Arnulf- und der Remigiusstraße in Köln-Sülz[2]
- 1914: Büro- und Geschäftshaus (ehem. Kaufhaus Salomon; ab 1933 Modeunion), Brückenstraße 17 in Köln[3]
- 1912: Erholungsheim der Leonhard Tietz AG in Daun (Eifel)[4]
- 1922–1924: Villengruppe Am Südpark 49/51 und Rondorfer Straße 5 in Köln-Marienburg
- 1924–1925: Entwurf einer Brückenkopfbebauung der Deutzer Brücke am Heumarkt in Köln (Hochhausprojekt; mit Fritz Schumacher)
- 1925: Wettbewerbsentwurf Sternturm am Rhein für eine Brückenkopfbebauung der Deutzer Brücke am Heumarkt in Köln (mit Willy Felten)[5]
- ab 1925: zahlreiche Läden und Geschäftshäuser für die Ehape Einheitspreis-Handelsgesellschaft (1937 in Kaufhalle AG umbenannt)
- vor 1927: Wohnhausgruppe in Köln-Klettenberg (mit Peter Prevoo)[6]
- vor 1927: Ausführungsentwurf für ein Geschäftshaus in S. (mit Peter Prevoo)[6]
- 1929: Kaufhaus der Leonhard Tietz AG in Solingen
- 1929: Kaufhaus der Leonhard Tietz AG in Frankfurt, An der Hauptwache (im Zweiten Weltkrieg zerstört)
- 1930: Entwurf für ein Warenhaus der Leonhard Tietz AG in Breslau (nicht ausgeführt)[7]
- 1930: Israelitisches Jugendheim in Köln-Sülz
- 1930–1931: Erweiterungsbau und Fassadenneugestaltung des Warenhauses der Leonhard Tietz AG in Frankfurt am Main, Zeil 116-122